# يوسف دمير
يوسف دمير (بالألمانية: Yusuf Demir)‏ (مواليد 2 يونيو 2003) هو لاعب كرة قدم نمساوي من أصول تركية يلعب جناحًا في نادي رابيد فيينا.

## روابط خارجية
- يوسف ديمير على موقع الاتحاد الدولي (مؤرشف)  (الإنجليزية)
- يوسف ديمير على موقع الاتحاد الأوربي (الإنجليزية)
- يوسف ديمير على موقع اتحاد تركيا (لاعب) (الإنجليزية)
- يوسف ديمير على موقع قاعدة بيانات كرة القدم.إي يو (الإنجليزية)
- يوسف ديمير على موقع ليكيب (الفرنسية)
- يوسف ديمير على موقع ناشيونال فوتبول تيمز (الإنجليزية)
- يوسف ديمير على موقع Soccerbase.com (لاعب) (الإنجليزية)
- يوسف ديمير على موقع Soccerway.com (الإنجليزية)
- يوسف ديمير على موقع عالم كرة القدم.نت (الإنجليزية)
- يوسف ديمير على موقع AS.com (الإسبانية)